# Robledo (Casares de las Hurdes)
Robledo es una alquería española del concejo de Casares de las Hurdes, en la provincia de Cáceres, Comunidad Autónoma de Extremadura.

## Demografía
Sus datos de población han sido los siguientes:
- 2002: 210 habitantes
- 2005: 181 habitantes
- 2008: 63 habitantes
- 2011: 53 habitantes
- 2014: 36 habitantes

## Transporte
Junto a la alquería pasa la carretera provincial CC-55.3, que une Casares de las Hurdes con Serradilla del Llano.